# Sara Bentes
Sara Bentes (Volta Redonda, 1 de Abril de 1982) é cantora, compositora, escritora e atriz; premiada internacionalmente na música, coleciona shows nos Estados Unidos, Inglaterra, Itália, Suécia, Turquia, Tailândia e Argentina. Em 2015, lançou seu primeiro álbum solo, o “Invisível”, com trabalho autoral, parcerias e uma releitura de uma música do compositor Marcelo Camelo; em 2018 lançou seu segundo álbum solo: “Tudo o que me faz vibrar”, com músicas autorais e parcerias, e o EP em inglês “Live what I live”, além de alguns singles, incluindo uma 
releitura da música “Toda Espera”, de Jorge Vercillo. Ela atua ainda como cantora-dubladora, com participação no especial da Disney “O Maravilhoso Inverno do Mickey Mouse” – Fevereiro de 2022, arranjadora e 
produtora musical.
Sara, dramaturga e atriz, protagonizou filmes publicitários de marcas como Amazon e Mitsubishi e 
integrou diversas companhias teatrais e elencos de peças e musicais no Rio de Janeiro e em São Paulo.
Sara traz ainda experiência na dança e no circo, é artista de voz e dubladora, foi embaixadora do 
Prêmio Alexa de Acessibilidade – 2020, e teve sua voz transformada, pela F123, na voz sintetizada Letícia, 
ferramenta de acessibilidade digital gratuita e amplamente difundida entre pessoas com deficiência visual 
do Brasil e de outros países lusófonos. Por tudo isso Sara atua ainda como consultora em acessibilidade 
cultural e arte inclusiva. Todos os seus lançamentos musicais podem ser encontrados no Spotify e demais 
plataformas e seus livros estão disponíveis em formatos digital e impresso em seu site e na Amazon. Mais 
sobre seu trabalho pode ser encontrado nas redes sociais - @sarabentesoficial

## Biografia
Nascida em uma família envolvida com as artes, Sara Bentes demonstrou desde cedo seus múltiplos talentos e sua farta criatividade, especialmente na Música, no Desenho Artístico e na Literatura.
Curiosidade: sobrinha do compositor José Carlos da Gama Bentes https://w.wiki/Cget
Mesmo com a visão reduzida a 5% devido ao glaucoma congênito, destacou-se no Desenho, e durante a adolescência teve seus quadros em exposições de arte na sua cidade, além da capital (Rio de Janeiro) e em outras cidades do interior do estado. Mas, paralelamente, desenvolvia também na área musical seu principal caminho artístico.
Música
Aos 13 anos de idade, Sara iniciou seu contato com o palco e com técnicas de canto no coral do colégio Macedo Soares, onde estudava. Ali, sob a regência da maestrina Regina de Sá, começou a se destacar como solista. Desde então, não para de cantar e de se aprimorar na arte. Ingressa em seguida em grandes corais de Volta Redonda, sua cidade natal, e participa de dezenas de festivais de música no seu estado e em Minas Gerais, além de participações em festas e outros eventos. No mesmo período, iniciou seus estudos de teoria musical, piano, oboé e outros instrumentos em cursos livres, harmonia funcional, teatro e dança.
Em 2001, aos 19 anos, Sara estudou 3 meses na Itália[carece de fontes], cantando Vivaldi no coro do Festival de Música Antiga da cidade de Magnano — BI. http://www.musicaanticamagnano.com/
Em 2003, foi selecionada na fase nacional pelo Programa Arte Sem Barreiras / Funarte para representar o Brasil no Concurso Rosemary Kennedy, no Kennedy Center, em Washington DC, E.U.A. Concorrendo com 
representantes de 86 países, Sara foi aclamada pelo júri internacional, sendo premiada como melhor cantora internacional pelo concurso internacional para jovens solistas Rosemary Kennedy.[4] Este prêmio 
lhe rendeu outras participações em festivais internacionais de artes, como o Festival de Músicos com Capacidades Especiales, na cidade de Córdoba, Argentina, nas edições de 2003, 2007 e 2013; o Festival Delle 
Habilita Diferenti, na cidade de Modena, Itália, em 2005, e mais um show na capital americana, em um Congresso promovido pelo BID, Banco Interamericano de Desenvolvimento, em 2004. No início de 2015, 
leva as mensagens de sua música, sua arte e a cultura brasileira para a Tailândia, cantando no III Blind Music Festival, na cidade de Chiang Mai. Em outubro de 2017, convidada pelo Consulado turco, segue para a 
Turquia, para abrir o Festival Internacional de Arte Acessível da cidade de Mersin.
Em 2005, Sara integrou o Projeto Percepções, expedição de 3 meses por 9 países da América do Sul, exibido semanalmente, durante o mesmo período, pelo programa Fantástico, rede Globo, de Novembro de 2005 a Fevereiro de 2006.
Depois de vários prêmios de melhor intérprete ao longo de sua trajetória até então, é neste mesmo ano de 2005 que Sara ganha seu primeiro prêmio como compositora, com a canção "O mundo fala", vencedora do concorrido FEMUVRE, que recebia compositores de todo o Brasil. E no mesmo evento, classificou-se também em segundo lugar, interpretando o choro "Atrevida", dos compositores Guido de Castro e Laís Amaral.
De 2003 a 2006, Sara cantou com a Orquestra Sinfônica da CSN, onde chegou a dividir o palco com Gilberto Gil, Flávio Venturini, Guilherme Arantes, entre outros artistas renomados. Com a mesma orquestra, 
participou de uma montagem do musical "West Side Story", como uma das solistas, em apresentações em Volta Redonda, Rio de Janeiro, São Paulo, Minas Gerais e Paraná. Outro evento deste período foi "Viajando com o trem mineiro", com músicas do Clube da Esquina, também apresentado em diversas cidades do Rio de Janeiro e de Minas Gerais.
Desde 2011 Sara abre inúmeros eventos pelo Brasil com sua interpretação bilingue do hino nacional brasileiro, cantando em português e em libras.
Em 2017 Sara visita a Suécia, para reencontrar os amigos da banda Synliga, com quem cultivou amizade e planos musicais desde quando os conheceu, dois anos antes na Tailândia. Desde então já realizaram vários 
shows em Estocolmo em Agosto e Outubro de 2017 e durante todo o mês de setembro de 2019 e, no Brasil, 3 shows em 2023, além de algumas canções em parceria, como Swedish Bossa.
Em junho de 2017 Sara Bentes vence o concurso que define a voz para o novo sintetizador de voz da empresa brasileira de tecnologia assistiva F123; Sara então grava mais de 30 horas de leitura de diferentes textos para que sua voz sintetizada atenda gratuitamente a milhares de usuários de leitor de tela de qualquer país de língua portuguesa.
Em 2019 Sara segue para a Itália para 4 shows em Milão na primeira quinzena de outubro, onde se apresentou com músicos italianos e o percussionista brasileiro Gilson Silveira.
Em 2021, ainda sem público presencial por conta da pandemia de COVID-19, Sara protagoniza o show “Mania de você – Tributo a Rita Lee”, produzido pela 0811 e disponível gratuitamente no Youtube.
Em 2022 ela lança o show “O som do invisível”, produzido pela Palavra Z. No show, acompanhada por uma banda e sob direção musical de Luiz Otávio, Sara apresenta seu trabalho autoral dos diferentes álbuns e singles.
Em 2023 Sara lança na Hotmart o curso de Leitura Sombreada, técnica sistematizada e batizada por ela para ajudar, especialmente mas não somente, pessoas com deficiência visual a se aprimorarem profissionalmente desenvolvendo fluência na leitura em voz alta.
Circo
A partir de uma performance de dança do ventre coreografada e apresentada por Sara na VII Mostra de Artes Albertina Brasil, no estado de Sergipe, em 2013, ela é convidada a integrar o espetáculo de circo “Belonging”. De novembro de 2013 a março de 2014, Sara se prepara na escola de circo Crescer e Viver, no Rio de Janeiro, dedicando a maior parte de sua prática à lira, aparelho aéreo com o qual tem mais afinidade. Em abril de 2014, Sara estreia no circo com o espetáculo “Belonging”, em Londres — Inglaterra, espetáculo reapresentado no Rio de Janeiro e em São Paulo, em maio do mesmo ano.
Em 2016, Sara volta ao circo com duas temporadas do espetáculo “Parada Shakespeare”, com a Cia. Iltda, no Rio de Janeiro. O espetáculo apresenta cenas famosas de Shakespeare com a linguagem circense. Nos dois espetáculos, além de outras performances, Sara faz cenas cantando na lira a 5 ou 10 m do chão.
Teatro
Sara Bentes iniciou seus estudos no teatro aos 11 anos, em 2003 começou a atuar no sulfluminense em peças musicais do Coletivo Teatral Sala Preta, com quem trabalhou até 2009, em 2010 estudou em São Paulo na Oficina dos Menestreis e integrou até 2018 a cia. Mix Menestreis sob a direção de Deto Montenegro, atuou de 2012 a 2022 no Teatro Cego, projeto paulistano que já lotou teatros em todas as regiões do Brasil encenando na escuridão total, com quem Sara atuou em 4 peças, sendo uma delas “Clarear – Somos todos diferentes”, de sua autoria, encenada até hoje desde 2016, em 2019 integrou no Rio de Janeiro o elenco da peça “Volúpias da Cegueira”, de Daniel Porto, sob a direção de Alexandre Lino. Desde 2021 integra o elenco do musical infanto-juvenil “O pescador e a estrela”, de Lucas Drumond e Thiago Marinho, com temporadas em Rio de Janeiro, São Paulo e Belo Horizonte. No musical, além de atuar e 
cantar, Sara toca piano. Recentemente ela protagonizou filmes publicitários de marcas como Amazon – Prêmio Alexa de Acessibilidade, e Mitsubishi - Mitcup.
Sara é artista de voz e dubladora, foi apresentadora do podcast “Deixa que eu conto” da Unicef Brasil - 2021, foi narradora dos áudio-guias da 34ª Bienal de Artes de São Paulo - 2021, além de outros trabalhos vocais. Em 2021 iniciou na dublagem cantando em um especial da Disney, e recentemente fez uma participação na série "All the Light We Cannot See” da Netflix.
Literatura
Sara Bentes começa a escrever aos 12 anos, quando tem acesso a seu primeiro computador com voz sintetizada. Aos 18 ganha seu primeiro prêmio literário em um concurso de abrangência nacional promovido pelo município de Duque de Caxias, com um poema intitulado “Os sons da minha casa quando vai anoitecer”. Na mesma época, escreveu seu primeiro romance, nunca publicado, mas que lhe serviu de treino para a sequência de romances que passou a publicar. Hoje ela tem 6 livros publicados – 1 de crônicas, “Quando botei a boca no mundo” – 2013, 4 romances: o premiado “E não se esqueçam de regar os girassóis”, lançado em 2017 e que lhe rendeu muitos convites para palestras e debates no Rio de Janeiro, São Paulo e Florianópolis, além de eventos on-line, “Lauren” - 2019 e acompanhado pelo single “Me deixe entrar”, “O pai de Lauren” – 2020, e “Enquanto Amanhecemos” - 2022, além de um livro sobre suas viagens internacionais, “Vem ver da minha janela” – 2020. Todos os seus livros estão disponíveis na Amazon.

## Livros
- 2013 — Quando botei a boca no mundo (Crônicas)
- 2017 — E não se esqueçam de regar os girassóis (Romance)
- 2019 — Lauren (Romance)
- 2020 — Vem ver da minha janela — histórias de viagens de uma artista pelo mundo (Crônicas)
- 2020 — O pai de Lauren (Romance)
- 2022 — Enquanto amanhecemos (Romance)

## Discografia
- 2012 — Album Faz Sempre Sol (CD infantil)
- 2013 — Album Em Frente ao Planeta
- 2015 — Album Invisível
- 2018 — Album Tudo Que Me Faz Vibrar
- 2018 — EP Live what I live
- 2019 — Single Me deixe entrar (tema do livro Lauren)
- 2019 — Single Invisível (Andee Anderson Mix)
- 2020 — Single Reciclar (infantil)
- 2020 — Single triplo Eu Quero Mais (com a música homônima em versões em português e inglês e a música "Toda Espera" de Jorge Vercillo)
- 2020 — Single Receita de Bailarina (infantil)
- 2021 — Single Cute and Comical
- 2021 — Single Um Vento Chamado Você
- 2023 — Single A long time coming (parceria com a banda Synliga)
- 2023 — Single Todo o Amor Que Existe em Mim

## Prêmios e Honrarias
- 2002 — Melhor Intérprete do Festival de Intérpretes do Sesc Rio, interpretando a canção "Desafinado" (Tom Jobim e Newton Mendonça).
- 2003 — Premiada como melhor intérprete no concurso internacional para jovens solistas Rosemary Kennedy, em 2003, promovido pelo programa V.S.A. (Very Special Arts).[1]
- 2005 — A canção “O Mundo Fala”, composta por Sara, foi a primeira colocada no II Femuvre — Festival de Música de Volta Redonda, que recebia compositores de todo o Brasil.[2]
- 2017 — Vencedora do concurso para ser a voz do novo sintetizador de voz da empresa F123.[3]
- 2018 — Homenageada pela Hebraica Rio, no Dia Internacional da Mulher, pela importância e destaque dos seus trabalhos artísticos.
- 2018 — Ganhadora do Pitching Literário da Amazon KDP na FLIP — Festa Literária de Paraty, apresentando seu livro "E não se esqueçam de regar os girassóis"